# Třída Raleigh
Třída Raleigh byla lodní třída válečných lodí amerického námořnictva řazená do kategorie amphibious transport dock. Plavidla byla určena pro přepravu, výsadek a podporu jednotky americké námořní pěchoty. K tomu byly vybaveny přistávací palubou a dokem. Celkem bylypostaveny tři jednotky této třídy. První dvě jednotky byly vyřazeny na počátku 90. let. La Salle byla v 70. letech upravena na velitelskou loď a vyřazena byla teprve v roce 2005. 

## Stavba
V letech 1960–1963 byly v loděnicích New York Naval Shipyard v New Yorku dokončeny tři jednotky této třídy.
Jednotky třídy Austin:
| Jméno                          | Loděnice          | Spuštěna        | Vstup do služby | Status         |
| ------------------------------ | ----------------- | --------------- | --------------- | -------------- |
| USS Raleigh (LPD-1)            | New York Naval SB | 17. března 1962 | 8. září 1962    | Vyřazena 1991. |
| USS Vancouver (LPD-2)          | New York Naval SB | 15. září 1962   | 11. lvětna 1963 | Vyřazena 1992. |
| USS La Salle (AGF-3, ex LPD-3) | New York Naval SB | 3. srpna 1963   | 22. února 1964  | Vyřazena 2005. |

## Konstrukce

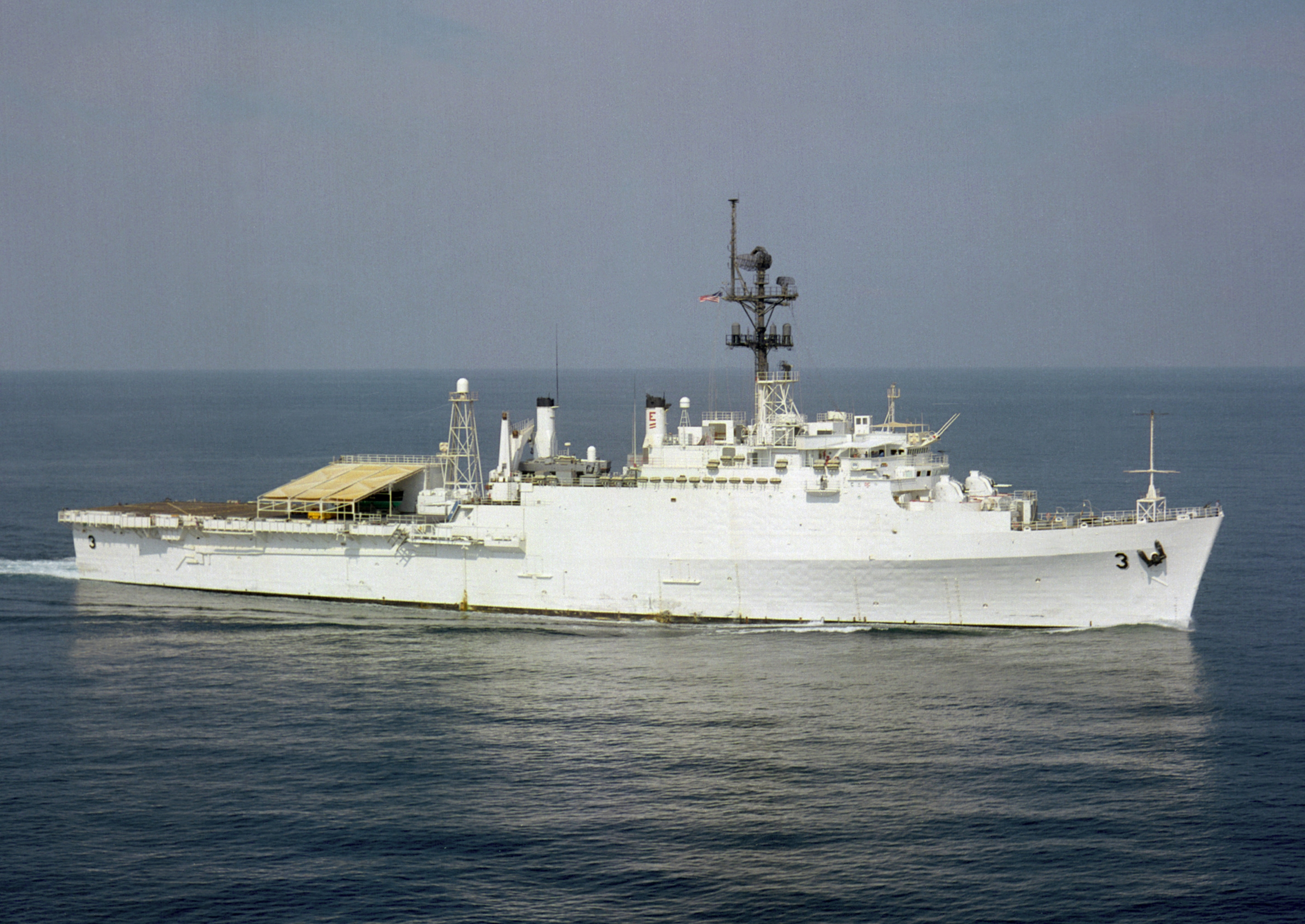
USS La Salle v roce 1990

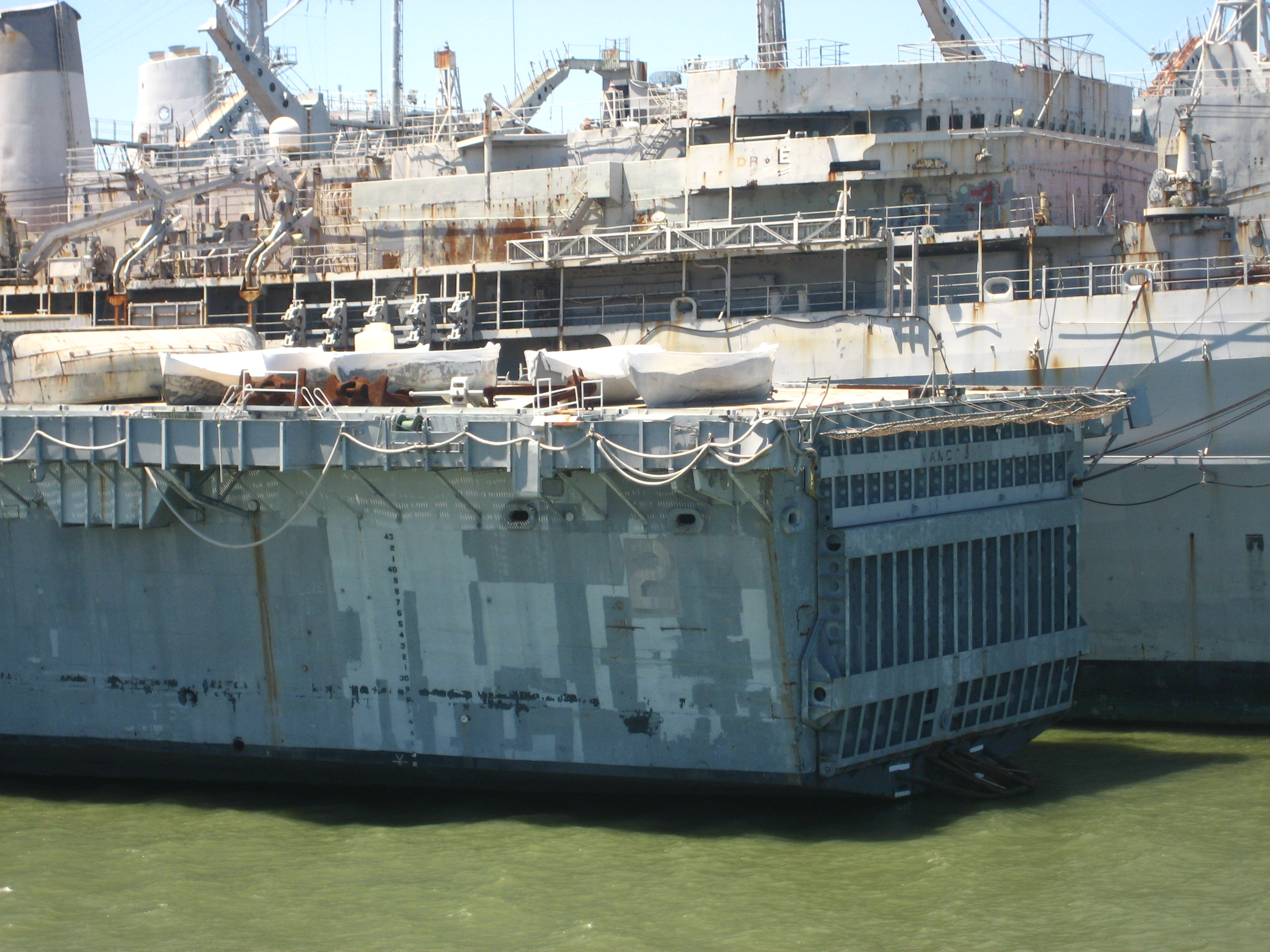
Rezavějící záď vyřazené USS Vancouver

Posádku lodí tvořilo 429 mužů a až 930 vojáků námořní pěchoty. V přední části lodí byla nástavba, za ních letová paluba a pod ní palubní dok pro výsadková plavidla. Palubní dok měl délku 51 metrů a šířku 15 metrů. Pojmul dvě výsadková vznášedla Landing Craft Air Cushion (LCAC) či menší čluny. Z přistávací paluby mohlo operovat až šest transportních vrtulníků CH-46 Sea Knight. Lodě nebyly vybaveny hangárem.
Hlavní výzbroj po dokončení představovalo šest 76mm kanónů v dvouhlavňových postaveních. Později byly kanóny posíleny o dva systémy blízké obrany Phalanx CIWS. Pohon tvořily dvě turbíny Delavet a dva kotle Babcock&Wilcox. Lodní šrouby byly dva. Nejvyšší rychlost dosahovala 21 uzlů.